# Sphagnum teres
Sphagnum teres là một loài rêu trong họ Sphagnaceae. Loài này được (Schimp.) Ångström mô tả khoa học đầu tiên năm 1861.

## Hình ảnh

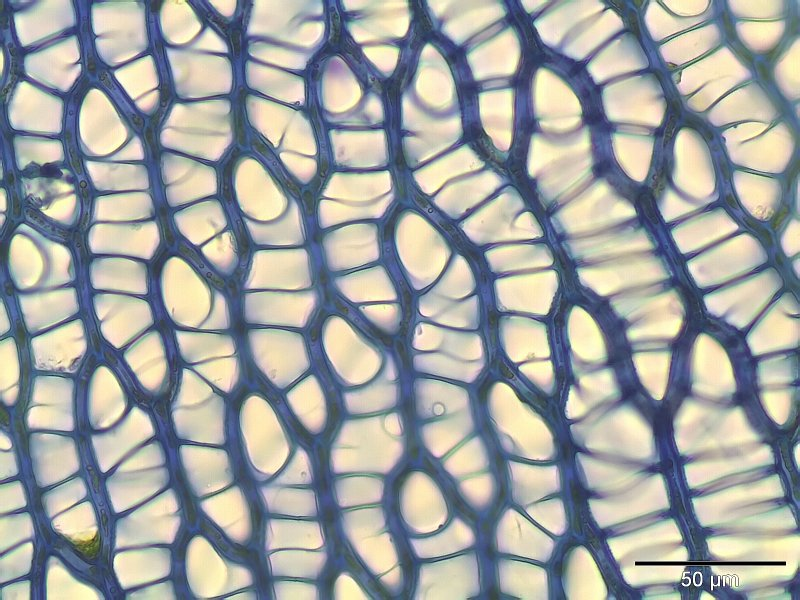
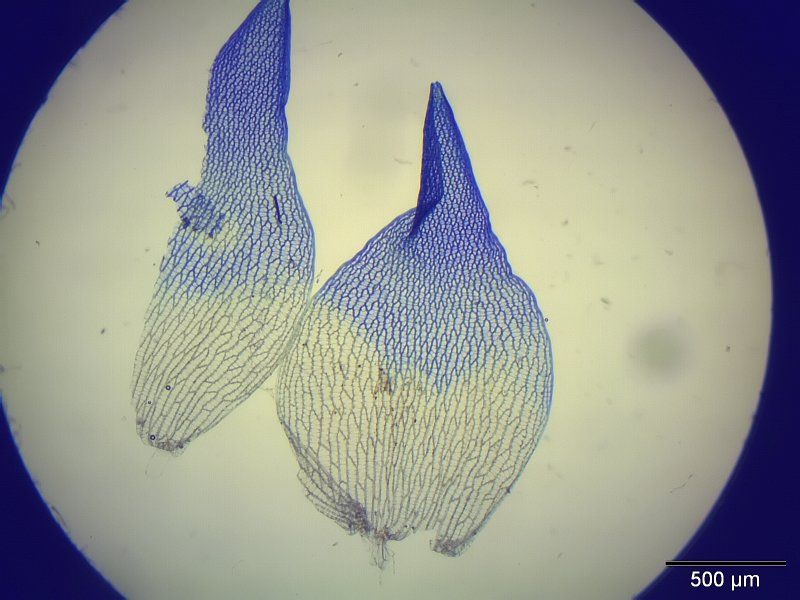
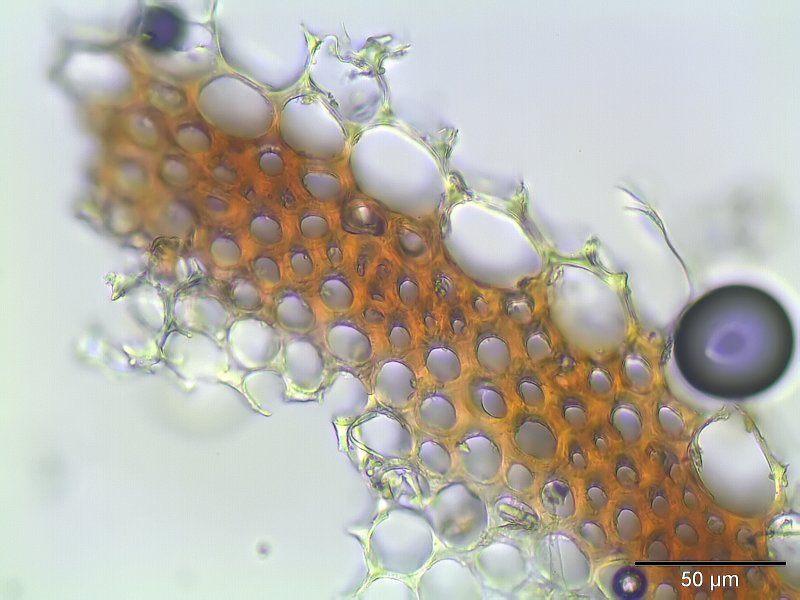
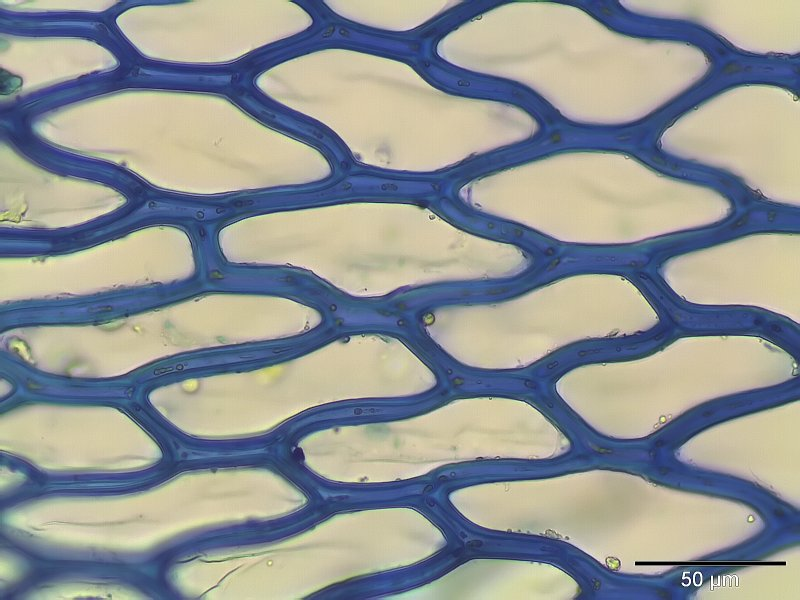